# Born Villain
Born Villain é o oitavo álbum de estúdio da banda de metal industrial, Marilyn Manson, lançado no dia 1 de maio de 2012, pela gravadora independente Cooking Vinyl, em parceria com o selo musical de Manson, intitulado "HELL, ETC". Uma edição especial em vinil já se encontra em pré-venda pelo site Amazon. Em entrevistas, Manson revelou que este álbum seria em um tom mais pesado do que as obras anteriores , descrevendo o som como um estilo "Suicide Death Metal".

## Produção e desenvolvimento
Em novembro de 2010, Twiggy Ramirez disse: "Nós estamos trabalhando em um novo álbum. Está quase pronto e provavelmente deve sair no próximo ano. [...]É o nosso melhor disco, eu acho. Quero dizer, todo mundo sempre diz isso, mas eu acho que esse é o nosso melhor trabalho até agora... É como uma espécie de punk rock do Mechanical Animals, sem querer pretensioso."
Em 3 de dezembro de 2010 foi anunciado que Marilyn Manson havia rompido com a Interscope Records , afirmando que ainda tinha que escrever novas músicas. Foi também anunciado que haveria alguns shows especiais. Nestas performances veria-se um pouco de cada álbum e a turnê ocorreria em todo os Estados Unidos e com algumas datas adicionais na Europa.
A perspectiva de um oitavo álbum de estúdio da banda foi confirmada pelo próprio vocalista em entrevista à Metal Hammer, em 3 de dezembro de 2009. Manson disse: "Acabamos de sair da nosso contrato com a gravadora Interscope, então acho muito criativo o modo em que minhas mãos foram amarradas em um monte de opções - videoclipes - coisas assim. E o primeiro exemplo é o mais novo vídeo, que claramente não teriam me permitido fazer. Assim nós começamos a escrever músicas novas - parecido com o álbum do David Bowie, Aladdin Sane. Acho que as pessoas podem esperar algo novo, muito mais cedo do que nós [esperamos]". Em 24 de janeiro de 2010, Manson confirmou no perfil oficial da banda no MySpace que o novo álbum estava oficialmente em "construção". Em abril de 2010, disse durante sua aparição na Revólver Golden Gods Awards que a banda havia gravado 13 músicas, um dos motivos pelo qual deixou de comparecer em uma série televisiva sobre vampiros. Manson também mencionou o álbum em uma entrevista com Full Metal Jackie, onde afirmou que estava em "meio caminho andado".
Durante uma entrevista com Eric Blair em 3 de novembro de 2010, o baixista Twiggy Ramirez indicou que o novo álbum estava "quase pronto".
Em 24 de fevereiro de 2011, Ginger Fish, baterista de longa data da banda, anunciou sua demissão do grupo, promovendo a busca de um substituto. Em 02 de setembro de 2011, o álbum foi oficialmente intitulado Born Villain, contando com a entrada de Jason Sutter, que tocará na turnê do disco.

## Livro e filme
Born Villain é um curta-metragem dirigido pelo ator Shia LaBeouf como "trailer" promocional lançado anteriormente para o álbum. A ideia do filme surgiu após Manson e LaBeouf fazerem amizade em um show do The Kills. O ator, que "sempre foi intrigado" com o cantor, se ofereceu para dirigir o seu próximo videoclipe. A fim de convencê-lo, LaBeouf deu a Manson uma exibição de Maniac - uma amostra de sua atuação como diretor com os rappers americanos Kid Cudi e Gaiola. Impressionado, Manson encomendou ao aprendiz de diretor para criar um making-of de vídeo, documentando a gravação do álbum.
Manson e LaBeouf produziram o filme ao longo de julho de 2011. O filme toma emprestado uma variedade de imagens e recursos gráficos muito intensos, como no filme de Alejandro Jodorowsky (1973), The Holy Mountain, o curto filme de Dalí, Un Chien Andalou (1929), Shakespeare e um pouco de teologia. LaBeouf explicou numa entrevista: "Nós tentamos fazer um Manson macabro". Manson, por sua vez, descreveu a sua intenção com o filme como "tanto uma homenagem e uma paródia da história do Cinema". No mês seguinte, o site do filme anunciou a data de lançamento para 28 de agosto de 2011, no L.A. Silent Theater. O baterista Chris Vrenna alegou que Born Villain não é um simples vídeo de música , mas "uma coisa completa e aprimorada". Ele também mencionou que o filme contém clipes curtos do álbum.
Um coffee table book também foi anexada ao projeto, sendo lançado junto com o filme por de Grassy LaBeouf, produtora da Slope Entertainment. O livro contém imagens de Los Angeles tiradas por LaBeouf e sua namorada, Karolyn Pho, durante uma noite percorrendo a cidade com Manson. Um DVD do Born Villain também está incluso no livro.
LaBeouf e Pho tiveram uma abordagem não convencional para promover o projeto, vandalizando vários locais na cidade com panfletos do livro e cartazes promocionais filme. Ao mesmo tempo, o livro foi disponibilizado para pré-encomenda e serviu como um "bilhete" para um livro na loja em que LaBeouf e Manson iriam autografá-lo, bem como uma exibição privada do filme na livraria Hennessey & Ingalls Hollywood, feita em 01 de setembro de 2011.

## Singles
Em 09 de fevereiro de 2012, Marilyn Manson confirmou em The Alan Cox Show que o primeiro single do álbum seria "No Reflection". Detalhes não foram divulgados por Manson, que afirmou que o mesmo sairia "em breve". Manson também disse ao apresentador Alan Cox, que ele estaria começando a trabalhar em um vídeo da música No Reflection na semana seguinte. Poucas semanas depois, em 06 de março, a capa do single e uma data de lançamento foram especificadas de 20 março foram especificadas (sairia em 20 de março, no site Amazon.com). A canção rapidamente fez sua estréia na rádio KROQ antes de se espalhar por toda a internet. Pouco antes de a canção ir ao ar, Manson incentivou seus fãs a ouvi-la através de seu Twitter.
Em 27 de Junho de 2012, foi revelado pelo facebook oficial de Marilyn Manson que Slo-Mo-Tion seria o segundo single do álbum. O videoclipe foi dirigido pelo próprio Manson e lançado em 21 de Agosto na VEVO.

## Hey, Cruel World tour
A turnê que leva o nome homônimo da primeira faixa do disco se iniciou no dia 24/02 na Austrália e há indícios de que passe pelos 5 continentes até o seu término. O set list inicial se baseou principalmente nos 15 anos do disco Antichrist Superstar e deu destaque para a atuação magistral entre Marilyn Manson e seu melhor amigo e parceiro musical Twiggy Ramirez, que já havia voltado para a banda desde 2008, mas que teve o seu retorno aos palcos consolidado de fato no início da Hey, Cruel World Tour.

## Faixas
As faixas foram divulgadas e confirmadas a 20 de março pela Amazon UK.
1. "Hey, Cruel World..." — 3:44
2. "No Reflection" — 4:36
3. "Pistol Whipped" — 4:10
4. "Overneath the Path of Misery" — 5:18
5. "Slo-Mo-Tion" — 4:24
6. "The Gardener" — 4:39
7. "The Flowers of Evil" — 5:19
8. "Children of Cain" — 5:17
9. "Disengaged" — 3:25
10. "Lay Down Your Goddamn Arms" — 4:13
11. "Murderers Are Getting Prettier Every Day" — 4:18
12. "Born Villain" — 5:26
13. "Breaking the Same Old Ground" — 4:28

### Faixa Bônus
14. "You're So Vain" (Cover Carly Simon) (com Johnny Depp) - 4:02

## Formação
- Marilyn Manson - Vocais, Guitarras em estúdio
- Twiggy Ramirez - Guitarras
- Fred Sablan - Baixo
- Jason Sutter - Bateria
- Ginger Fish - (gravou os solos de bateria pro álbum antes de se ausentar da banda)